# Anthopleura sola
Anthopleura sola är en havsanemonart som beskrevs av Arthur Sperry Pearse och Francis 2000. Anthopleura sola ingår i släktet Anthopleura och familjen Actiniidae. Inga underarter finns listade i Catalogue of Life.

## Bildgalleri

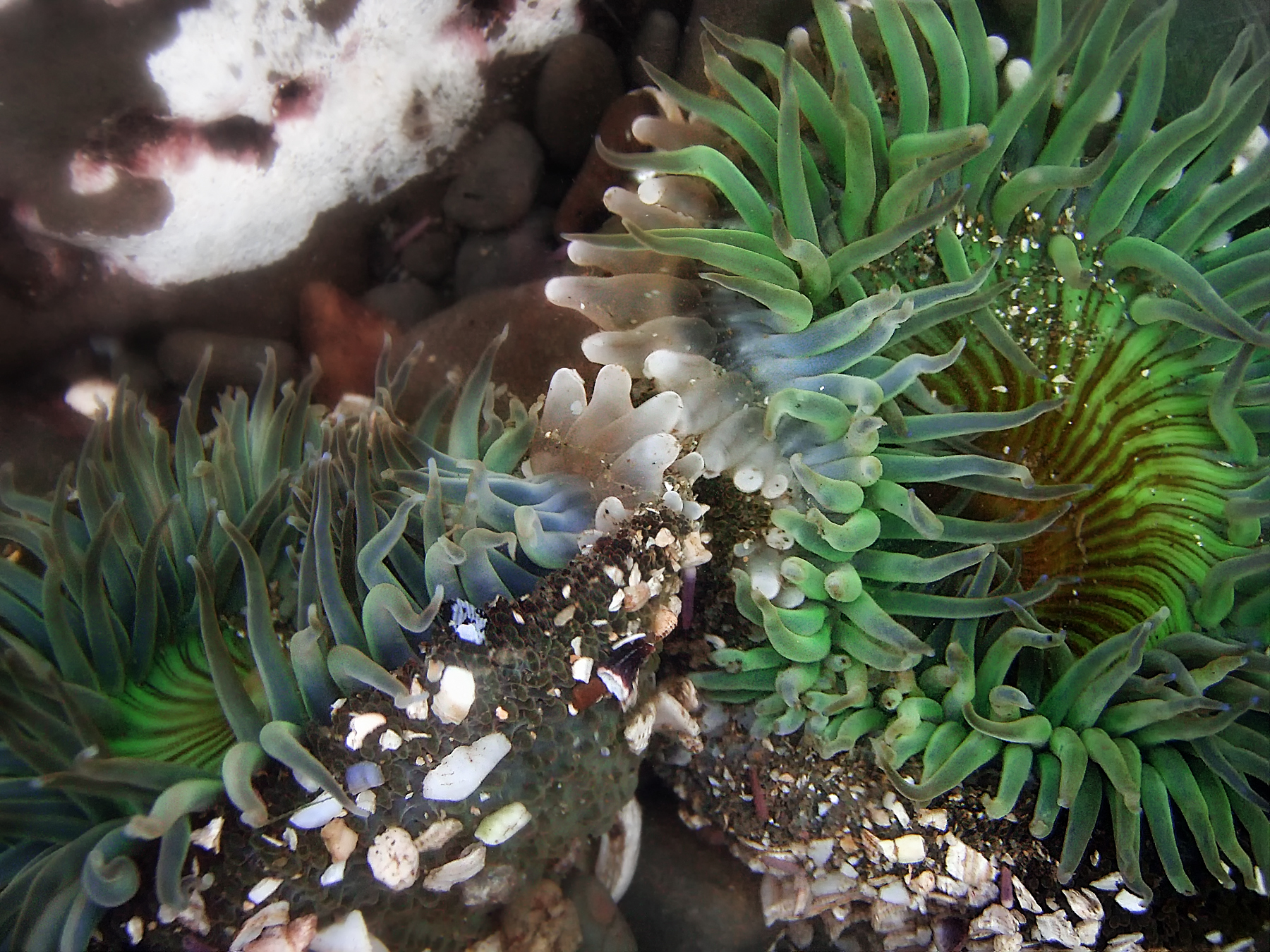